# Margherita Bevignani
Margherita Bevignani (Napoli, 1881 circa – Milano, 21 luglio 1921) è stata un soprano italiano nota soprattutto per essere stata la prima cantante a registrare l'intero ruolo di Violetta nell'opera La traviata di Giuseppe Verdi nel 1914.

## Biografia
Poco si sa sui primi anni della cantante. Nacque a Napoli da Federico e Capezzuto Concetta e studiò canto con un certo Perilli. Debuttò nel 1909 al Politeama Garibaldi di Treviso nel ruolo di Micaela in Carmen di Bizet. Successivamente, cantò in numerosi teatri italiani, come il Teatro Petruzzelli di Bari e il Teatro Massimo Bellini di Catania. Nel 1910 fece diverse apparizioni in diversi teatri d'opera dell'America Latina, tra cui il Teatro Comunale di Rio de Janeiro, dove cantò Musetta ne La bohème di Puccini e Gilda in Rigoletto. Nel 1911 cantò nel ruolo di Marguerite de Valois in Gli ugonotti di Giacomo Meyerbeer al Teatro Donizetti di Bergamo sotto la direzione di Gino Marinuzzi. Nel 1912 arrivò a Milano, dove cantò Amina ne La sonnambula di Bellini al Teatro dal Verme, sebbene non sia mai apparsa al Teatro alla Scala. Nello stesso anno si recò a Londra, dove, nonostante non sia mai riuscita a cantare alla Royal Opera House, interpretò Nedda in Pagliacci di Leoncavallo al Coliseum Theatre. Nel 1914-1916 fu invitata nei Paesi Bassi, dove fu particolarmente elogiata per la sua Violetta ne La traviata e per Norina nel Don Pasquale di Gaetano Donizetti.  L'ingresso dell'Italia nella prima guerra mondiale la costrinse a risiedere nei Paesi Bassi, dove diede spettacoli di successo nei ruoli di Violetta, Gilda, Rosina ne Il barbiere di Siviglia e di Lucia  in Lucia di Lammermoor di Donizetti. Dopo essere tornata in Italia nel 1918, la Bevignani fu colpita da un violento attacco di tubercolosi polmonare che mise fine alla sua carriera. La sua ultima esibizione fu ne La traviata al Royal Theatre Carré di Amsterdam dove cantò il ruolo di Violetta. Morì a Milano nella casa posta in Via Agnello 6, a soli 40 anni. Venne sepolta al Cimitero Maggiore di Milano, dove riposa tutt'oggi.

## Discografia
Anche se non ottenne alcun riconoscimento in tutto il mondo e praticamente non cantò mai in nessuno dei principali teatri lirici del mondo, il suo nome è ricordato in quanto cantò Violetta nella prima registrazione italiana completa de La traviata nel 1914 con Franco Tumminello ed Ernesto Badini, realizzata da HMV a Milano al Teatro alla Scala sotto la direzione di Carlo Sabajno. Essa mostra la Bevignani come Soprano di coloratura. La sua voce può essere ascoltata anche in una serie di registrazioni di estratti estesi del Faust di Gounod, e in arie e duetti di Verdi, Bellini, Donizetti, Rossini, Wagner e Massenet.

## Repertorio
| Ruolo                | Titolo                  | Autore      |
| -------------------- | ----------------------- | ----------- |
| Zerlina              | Fra Diavolo             | Auber       |
| Amina                | La sonnambula           | Bellini     |
| Micaela              | Carmen                  | Bizet       |
| Walter               | La Wally                | Catalani    |
| Lucia Ashton         | Lucia di Lammermoor     | Donizetti   |
| Norina               | Don Pasquale            | Donizetti   |
| Martha               | Martha                  | Flotow      |
| Nedda                | Pagliacci               | Leoncavallo |
| Margherita di Valois | Gli ugonotti            | Meyerbeer   |
| Musetta              | La bohème               | Puccini     |
| Rosina               | Il barbiere di Siviglia | Rossini     |
| Filina               | Mignon                  | Thomas      |
| Gilda                | Rigoletto               | Verdi       |
| Violetta Valéry      | La traviata             | Verdi       |